# Liste der Monuments historiques in Sainte-Eulalie (Gironde)
Die Liste der Monuments historiques in Sainte-Eulalie (Gironde) führt die Monuments historiques in der französischen Gemeinde Sainte-Eulalie auf.

## Liste der Objekte
| Bezeichnung                | Beschreibung                              | Standort                         | Kennzeichnung | Schutzstatus | Datum | Bild |
| -------------------------- | ----------------------------------------- | -------------------------------- | ------------- | ------------ | ----- | ---- |
| Glocke                     | Bronze, 1764 gegossen                     | in der Kirche Ste-Eulalie (Lage) | PM33000691    | Classé       | 1942  |      |
| Skulptur Christus am Kreuz | Holz, 18. Jahrhundert                     | in der Kirche Ste-Eulalie (Lage) | PM33001610    | Inscrit      | 1986  |      |
| Chorgitter                 | Schmiedeeisen, Mitte des 18. Jahrhunderts | in der Kirche Ste-Eulalie (Lage) | PM33001609    | Inscrit      | 1986  |      |